# Трифаново (Косинский район)
Трифаново — деревня в Косинском районе Пермского края. Входит в состав Косинского сельского поселения. Располагается севернее районного центра, села Коса. Расстояние до районного центра составляет 33 км. По данным Всероссийской переписи населения 2010 года, в деревне проживало 20 человек (9 мужчин и 11 женщин).

## История
До Октябрьской революции населённый пункт Трифаново входил в состав Гаинской волости, а в 1927 году — в состав Панинского сельсовета. По данным переписи населения 1926 года, в деревне насчитывалось 28 хозяйств, проживало 153 человека (76 мужчин и 77 женщин). Преобладающая национальность — коми-пермяки.
По данным на 1 июля 1963 года, в деревне проживало 130 человек. Населённый пункт входил в состав Порошевского сельсовета.